# Andrea Sawatzki
Andrea Sawatzki, född 23 februari 1963 i Schlehdorf, Bayern, är en tysk författare och skådespelerska.

## Roller i urval
- 1991–2010 – Tatort (TV-serie)
- 1995, 2010 – Polizeiruf 110 (TV-serie)
- 1997 – Banditer
- 2001 – Experimentet
- 2001 – Familjen Mann
- 2011–2013 – The Borgias (TV-serie)